# Simpson Kalisher
Simpson Kalisher (27. července 1926 – 13. června 2023) byl americký profesionální fotožurnalista a pouliční fotograf, jehož nezávislý projekt Railroad Men vzbudil pozornost kritiků a je považován za historicky významný.

## Životopis
Simpson Kalisher se narodil židovské rodině 27. července 1926 v Bronxu v New Yorku jako nejmladší syn Shevy a Bena Kalisherových. Jeho bratři byli Fay a Murray. Po jednom roce na vysoké škole, Kalisher byl povolán do armády ve věku 18 let v říjnu 1944 kvůli 2. světové válce a byl přijat do vojenské nemocnice krátce v srpnu 1945. Sloužil v americké armádě až do roku 1946 a získal vojenské vyznamenání Combat Infantryman's Badge.

## Fotograf

### Komerční práce

#### Na volné noze
Po válce Kalisher získal bakalářský titul v oboru historie na Indiana University Bloomington, kterou absolvoval v roce 1948, načež se okamžitě začal věnovat komerční fotografii na volné noze pro Scope Associates, mezi jejíž klienty patřila společnost Texas Co. v ropném průmyslu v oblasti Kalispell a jeden ze svých snímků, pořízený pro společnost před rokem 1954, dvou žen v podsvícených nabíraných zástěrách a povídajících si u brány domu, byl vybrán Edwardem Steichenem pro celosvětové turné výstavy Lidská rodina, kterou vidělo devět milionů návštěvníků.

#### Časopisy
Jeho fotoaparáty byly v té době Canon a Contax formátu 35 mm, efektivní a kompaktní japonské fotoaparáty, které byly po válce mezi fotoreportéry stále více oblíbenější. Pomocí nich vytvářel snímky pro řadu odborných časopisů jako Chevrolet's Friends Steelways, American Iron and Steel Institute a fotografoval pro MoMA. V článku z roku 1958 v Popular Photography ilustrovaném jeho vlastními snímky naléhal na své kolegy, aby zvážili „Největší trh fotografií na světě“, firemní časopis. Od počátku padesátých let se jeho fotografie objevovaly také v American Youth, Sports Illustrated, Fortune, Interiors, Television/Radio Age, Coronet, Musical America, Popular Photography, Business Week, a vytvářel fotografie pro knižní publikace včetně Clinical Sociology a pro nové vydání Charlese Darwina The Expression of the city in man and animals z roku 1955.

#### Výroční zprávy a reklama
Kalisherova práce pro výroční zprávy byla oceněna ve fotografické knize Time-LIFE Photojournalism, která v sekci „Pomáháme korporacím vypadat co nejlépe“ použila příklady jeho poloabstraktních barevných fotografií pro výroční zprávy korporace Wallace-Murray a Bangor Punta. Dalšími klienty výročních zpráv byly Mobil, Champion International (1976), Condec Corporation, Miles Pharmaceuticals a Arkwright-Boston Insurance. V roce 1975 obdržel zlatou medaili za výroční zprávu Cabot Corporation v rámci výstavy Art Directors Club of Boston. Pozdějším klientem, v roce 1980, kdy Kalisherovi bylo kolem padesáti let, byla Armáda spásy, pro kterou vyrobil řadu vinět pro jejich reklamy v časopisech.

### Nezávislé dokumentární projekty
Kalisher byl známější svými nezávislými projekty, včetně pouličních fotografií pořízených převážně v New Yorku,, které vydával v knižní podobě, vystavoval a které byly zařazeny do hlavních katalogů Muzea moderního umění včetně výstavy Lidská rodina (1955) a Mirrors and Windows: American Photography since 1960 (1978).
Během 50. let se připojil k ostatním, kteří svobodně provozovali sociální dokumentární fotografii jako nastupující uměleckou formu; spřátelil se s Garrym Winograndem, který vyrostl poblíž Kalishera, a jeho kolegy jako byli například: Guy Gillette, Jay Maisel a John Lewis Stage, stejně jako Lee Friedlander, který přijel do New Yorku v roce 1955. Byl to Kalisher, kdo představil Winogranda Nathanu Lyonsovi, asistentovi ředitele George Eastman House, Rochester, New York v roce 1952. Během představení The Family of Man v MoMA (1955), Kalisher, Arthur Lavine, May Mirinová, Hella Hammidová, Ray Jacobs, Ruth Orkinová a Ed Wallowitch. Tito a další zahrnutí do této významné mezinárodní výstavy se sešli v galerii Heleny Gee Limelight, první významné poválečné fotografické galerii v New Yorku. V roce 1957 se připojil k Winograndovi na setkání neformální skupiny nezávislých fotografů s Lee Friedlanderem, Davidem Vestalem, Saulem Leiterem, Waltem Silverem a Haroldem Feinsteinem v podkroví Johna Cohena. Později, v roce 1966, měl Kalisher nahrát na kazetu rozhovor s Winograndem, ve kterém diskutovali o estetice „snímku“ a potřebě její „nenáročnosti“, ačkoli to byl termín, který měl Winogrand v 70. letech popřít.
V roce 1959 fotograf Ivan Dmitri s podporou Saturday Review inicioval „Photography in the Fine Arts“ (PFA), sérii šesti velkých skupinových výstav současné fotografie vybraných porotami amerických muzejních kurátorů a vystavených v národních muzeích. Během jeho přípravy v roce 1958 U.S. Camera i Modern Photography projekt odsoudily, protože vybrané dílo pocházelo z komerčně publikovaných zdrojů, a nikoli na přímou žádost samotných fotografů. V roce 1959 členové a spolupracovníci Kalisherovy nezávislé skupiny , Robert Frank, Lee Friedlander, Ray Jacobs, Saul Leiter, Jay Maisel, Walt Silver, David Vestal a Garry Winogrand podepsali námitku, kterou zaslali MoMA, což mohlo ovlivnit Edwarda Steichena v rozhodnutí nepokračovat v podpoře PFA po jeho úvodní výstavě.
Kalisherova kniha z roku 1961, Railroad Men: Kniha fotografií a sebraných příběhů se 44 dvoutónovými snímky mužů pracujících ve vlacích a na kolejích v období úpadku pro tuto formu dopravy, byla vyrobena z obrázků pro nepublikovaný časopisecký úkol. Projekt sám financoval a používal fotoaparát Leica a magnetofon. Fotografie byly doplněny 44 rozhovory, které fotograf natočil.
Kalisher na knížku Railroad Men navázal se dvěma dalšími fotografickými knihami, Propaganda and Other Photographs (1976) , ve kterých Ian Jeffrey identifikuje fotografa jako „specializovaného pozorovatele městského odcizení a jako Diane Arbusovou brutálního parodistu obrazových stereotypů“; a The Alienated Photographer (2011), jejichž obsah byl rovněž vystaven.
Kalisher byl uveden v dokumentu s dalšími fotografy Garrym Winograndem, Hansem Namuthem, Harrym Callahanem, Royem De Caravou, mezi řadou umělců a hudebníků, kteří se zúčastnili veřejného zasedání Národního výboru pro SANE jadernou politiku v Madison Square Garden dne 19. května 1960. Dokument byl použit v roce 1960 při vyšetřování Senátu „Infiltrace komunistů v hnutí za zákaz jaderných zkoušek. V roce 1974 byl naopak identifikován jako „mezinárodně známý fotograf“ za svůj snímek řeky Shepaug v okrese Litchfield, který byl použit k ilustraci senátního výboru pro vnitřní a ostrovní záležitosti, "Scénická krása a dramatická akce její čisté, nezkažené vody.“

## Portréty
Kalisher fotografoval několik významných lidí; jeho sérii fotografií básníka Reuela Denneyho použila antropoložka Margaret Meadová jako příklady ve své aktualizaci z roku 1955 Charlese Darwina Vyjádření emocí u člověka a zvířat. Fotografoval také Meada a návrháře Paula Randa, umělce Petera Voulkose podnikatele Mitche Kapora filozofa Marshalla McLuhana a dirigenta Newella Jenkinse. Dokonce i jeho portréty pro výroční zprávy měly neformální, reportážní kvalitu; řekl Arnoldu Newmanovi pro článek v Universal Photo Almanac, že „každý portrét musí být čerstvým zážitkem a že uživatel fotoaparátu musí zahodit vzorce práce.“

## Přijetí
Helmut Gernsheim popsal Kalisherovu knihu Railroad Men jako „velmi podnětnou knihu (1961) o zapomenutých dělnících amerických železničních společností“ a v roce 1962 ji kurátor Hugh Edwards přirovnal k dílu Lewise Hinea, Walkera Evanse a W. Eugene Smith, který propaguje „tyto starověké vlastnosti, lidskou důstojnost a charakter“. Beaumont Newhall, ředitel George Eastman House, ho vybral pro umění v americkém seznamu 'New Talent Artists' z roku 1960 a poblahopřál mu k jeho knize: "Mnoho fotografů dokumentovalo železnice, ale vy jste nám přinesl dojemný záznam železničářů.“ „RB“ v časopise Image uvítal „citlivé, ale nápadné snímky vybrané a organizované vnímavým okem a uchem“ a vnímal v „pochmurných někdy strašidelných obrázcích a protipólu příběhů... odrazy zapadajícího slunce; unavené tváře mužů, kteří již nejsou mladí, pracující v neuspěchaném večeru postaršího průmyslu.“ Rus Arnold o cyklu o Railroad Men publikoval pochvalný článek ve Writer's Digest. John Upton v Aperture, 1962, byl ve své chvále opatrnější, když připustil, že Railroad Men představuje „snahu fotožurnalisty vypořádat se se svým médiem podle vlastních podmínek, bez tlaku uzávěrky nebo redakce“, inspirovaný během zadání pro časopis a nahrané rozhovory „pokus oživit romantiku a tradici tohoto zvláštního amerického průmyslu“, ale poznamenává, že ačkoli jsou tyto dovedné fotografie zjevně dílem „fotožurnalisty denní chléb, často jim chybí poetická hrana, která mění skutečnost v pravdu. Divák nikdy nemá pocit, že se autor svému médiu skutečně „chytil“, jak uvádí jako svůj účel v epilogu... Kniha ilustruje úskalí i výhody toho, co se může stát, když fotoreportér splní své přání a pracuje bez vodící ruky obrazového editora.“

Edith Weigle k výstavě Tribune v roce 1962 v Art Institute of Chicago napsala:
Jsou silné díky schopnosti fotografa dostat se k tomu podstatnému a pochopit a vykreslit charakter každého muže. Nepodstatné věci jsou odstraněny. Jedinými „speciálními efekty“ jsou hluboké stíny, které tam přirozeně jsou, a fotografovo využití prázdného prostoru, které se zdá vrozené. 
Mnohem později, když bylo fotografovi 85 let, ve své recenzi své retrospektivy Simpson Kalisher: The Alienated Photographer v galerii De Lellis v roce 2011, The New Yorker charakterizuje svůj výstup jako sdílení „nezávažně pronikavého stylu s Garry Winograndem, Todem Papageorgem“ a snímky města od Joela Meyerowitze … ale Kalisher pracoval především na ulici a poskytoval fotografie, které jsou neoficiální a plné postav.“
William Meyers je v rozporu s Uptonovým dřívějším vnímáním, že jen málokterá ze železničních fotografií „učiní obyčejné velmi neobvyklým“, když recenzoval výstavu z roku 2011 v The Wall Street Journal;
Simpson Kalisher... je jedním z pouličních fotografů, kteří udělali ze středního Manhattanu tak významné místo pro fotografii poloviny 20. století, jakým byl les Arden pro shakespearovské komedie. Na snímku pořízeném v roce 1959 se kamera dívá na sever na Fifth Avenue, když se mění světla semaforu a hromadná vlna chodců sestupuje z obrubníku, aby přešla West 51st Street. Na tomto obrázku se neděje nic neobvyklého, nejsou tam žádné zrůdy ani konfrontace, ale naše oko se neustále pohybuje zleva doprava a pak zprava doleva přes řadu tváří, které se k nám blíží: Obyčejnost těchto lidí je docela ohromující. Muži a ženy se dívají přímo před sebe, zatímco cílevědomě pochodují směrem k nám a za svým cílem. Ve skutečnosti to samozřejmě nejsme my, ale pan Kalisher, kdo jde jiným směrem.
Nejvyšší cena zaplacená za tisk autora v aukci je 1 875 USD za dílo bez názvu vyrobené asi v letech 1949–1950, prodáno v Christie's New York v roce 2010.

## Redaktor
V 60. letech byl Kalisher spolu s ostatními regionálním redaktorem fotografického časopisu Aperture a v roce 1962 byl zvolen náhradním tajemníkem Americké společnosti časopisových fotografů.

## Osobní život
Kalisherův syn Jesse se po kariéře v reklamě také stal fotografem a provozoval vlastní galerii. Zemřel v roce 2017.
Během 50leté kariéry ve fotografii žil Kalisher v letech 1950 až 1971 v New Yorku, v letech 2005 až 2013 se vrátil, nejprve v letech 1971 až 1998 v Roxbury a v letech 1998 až 2005 v Greenwichi. Odešel do Delray Beach na Floridě v roce 2013 a zemřel tam 13. června 2023 ve věku 96 let

## Publikace
- Railroad Men: A Book of Photographs and Collected Stories, s úvodem od Jonathana Williamse, New York 1961.[2][69]
- Propaganda and Other Photographs, s úvodem Russel Baker, a doslovem Allon Schoener, Danbury, New Hampshire 1976.[2][70]
- Ilustrace pro klinickou sociologii od Glassnera a Freedmana, New York a Londýn 1979.[71]
- The Alienated Photographer, Simpson Kalister a Luc Sante, Two Penny Press 2011.[72]

## Výstavy

### Samostatné
- 1961, říjen: Simpson Kalisher, George Eastman House[73][74]
- 1962, září–říjen: Simpson Kalisher, 60 fotografií, Institut umění v Chicagu[75][76][77]
- 1978, září–říjen: Fotografie jako sociální literatura: souběžné výstavy dokumentární fotografie Roye Strykera a Simpsona Kalishera. Farmington Valley Arts Center, Avon Park North[78]
- 1980, srpen–září: Fotografie Simpsona Kalishera z Roxbury a fotografie ze dvou Kalisherových knih, „Railroad Men, fotografie a sebrané příběhy“ a „Propaganda a jiné fotografie“. Voltaire Gallery, New Milford[79][80]
- 1984, červen–září: Simpson Kalisher: Railroad Men, fotografie železničních dělníků. Muzeum umění Akron[81]
- 2001, květen–srpen: The City Seen: Simpson Kalisher Photographs, Everson Museum of Art, Syrakusy[82][83]
- 2003, 8. srpna: Auto-Focus. Keith de Lellis Gallery, 47 East 68th Street, Manhattan[84]
- 2011, Simpson Kalisher: The Alienated Photographer, Muzeum umění Houston, River Oaks, Houston, Texas, USA[85]

### Skupinové
- 1950, srpen–září: Fotografie 51 fotografů, Muzeum moderního umění, New York[38]
- 1955, leden–květen: Lidská rodina, Muzeum moderního umění, New York[38]
- 1964, únor–březen: Čtyři směry ve fotografii Simpson Kalisher, Oscar Bailey, Charles Swedlund, Minor White, Albright–Knox Art Gallery[86]
- 1965, březen–květen: The Photo Essay, Museum of Modern Art, New York[38]
- 1965/6, říjen 1965 – leden 1966: Nedávné akvizice : Fotografie, Muzeum moderního umění, New York[38]
- 1967, leden–únor: 12 fotografů americké sociální krajiny, Rose Art Museum, Brandeis University, Waltham, Massachusetts.[87]
- 1967, červenec: Letní výstava: 12 fotografů americké sociální krajiny, Addison Gallery, Phillips Academy, Andover, Institute of Fine Arts, Brandeis University[88]
- 1968, únor–březen: Ben Schultz Memorial Exhibition, Museum of Modern Art, New York[38]
- 1971, 2. dubna: Reinstalace galerie Steichen, Muzeum moderního umění, New York[38]
- 1976, leden–únor: Století kamery: Americká situace. 88 fotografií. Ackland Museum, Chapel Hill[89]
- 1978, červenec–říjen: Zrcadla a okna: Americká fotografie od roku 1960[38]
- 1995/6, prosinec–leden: Černobílé fotografie New Yorku od čtyřicátých do šedesátých let od Davida Attieho, Donalda Blumberga, Simpsona Kalishera, Fritze Neugasse a Marvina Newmana. Galerie Jamese Danzigera, 130 Prince St. New York[90]
- 2019, Moves Like Walter: New Curators Open the Corcoran Legacy Collection, American University Museum, Washington DC, District Of Columbia, USA[91]

## Ocenění
- Soutěž časopisu Life pro mladé fotografy, třetí čestné uznání, Individual Picture Division[92]
- Zlatá medaile za zprávu Cabot Corporation od Michaela Weymoutha a Simpsona Kalishera z Weymouth Design v kategorii redakce 21. výroční výstavy Art Directors Club of Boston "Design 1"[93]
- 1968: Arts Grant, NY State Commn.[94]
- 1969–1971: NY State Grant[94]

## Sbírky
- Institut umění v Chicagu, Chicago: 14 výtisků (k 18. červnu 2023)[95]
- Sanfranciské muzeum moderního umění: 2 výtisky (k 18. červnu 2023)[96]
- National Gallery of Art, New York: 1 výtisk (k 18. červnu 2023)[97]
- Muzeum umění Houston: 95 tisků (k 18. červnu 2023)[98][99]
- Muzeum moderního umění: 1 výtisk (k 18. červnu 2023)[100]